# Krajowe Eliminacje do Konkursu Piosenki Eurowizji 2011
Krajowe Eliminacje do Konkursu Piosenki Eurowizji 2011 (Finał Polskich Eliminacji) – polskie selekcje do 56. Konkursu Piosenki Eurowizji, który odbył się w Esprit Arena w Düsseldorfie (Niemcy). Finał eliminacji odbył się 14 lutego 2011 roku w holu siedziby TVP przy ul. Woronicza 17, a wygrała je Magdalena Tul z utworem „Jestem”.

## Przebieg konkursu

### Czas i miejsce konkursu
Polskie preselekcje do 56. Konkursu Piosenki Eurowizji odbyły się 14 lutego 2011 roku w Warszawie. Koncert został zorganizowany w dniu Walentynek, do których częściowo nawiązywał. W trakcie trwania koncertu telewidzowie mogli wysyłać krótkie życzenia walentynkowe, które były wyświetlanie na ekranie przez cały program.

### Zgłaszanie utworów
Na początku listopada 2010 roku rozpoczął się proces przyjmowania utworów, które można było zgłaszać do siedziby polskiego nadawcy publicznego – Telewizji Polskiej. Wszystkie nadesłane propozycje musiały spełniać warunki regulaminu konkursu: musiały posiadać tekst w języku polskim lub angielskim, trwać nie dłużej niż 3 minuty oraz nie mogły zostać opublikowane przed 1 października 2009 roku. Każdy artysta (mógł być to debiutant) mógł zgłosić jedynie jedną piosenkę. 21 grudnia 2009 roku minął termin nadsyłania kompozycji – zgłoszono ich ponad 200, z czego do finału eliminacji zakwalifikowanych zostało dziesięć z nich. Najpierw ogłoszono listę pięciu uczestników wybranych przez komisję jurorską, w której skład weszli: dziennikarze muzyczni Maria Szabłowska, Krzysztof Szewczyk, Paweł Sztompke, Marek Sierocki i Artur Orzech, a także kompozytor Piotr Klatt, prezenter telewizyjny Mikołaj Dobrowolski oraz Tomasz Deszczyński, przewodniczący Polskiego Stowarzyszenia Miłośników Konkursu Piosenki Eurowizji (OGAE Polska). Kolejne pięć miejsc zajęli wykonawcy, którzy otrzymali tzw. „dziką kartę” od Telewizji Polskiej. Ostatecznie do stawki konkursowej zakwalifikowali się następujący wykonawcy:
1. Anna Gogola – „Ktoś taki jak Ty”[10]
2. Magdalena Tul  – „Jestem”
3. Roan – „Maybe”[11]
4. SheMoans – „Supergirl”
5. Ada Fijał – „Hot Like Fire”
6. Ika – „Say”
7. ZoSia – „Scream Out Louder”
8. The Trash – „Things Go Better with Rock”
9. Alizma – „Bow to the Bow”
10. Formuła RC – „Ja, i ty i ty i ja”

Pierwotnie w finałowej stawce znalazł się także zespół The Positive z utworem „Control”, ale został zdyskwalifikowany z udziału w konkursie z powodu złamania regulaminu.
Wiadomo również, że swoje propozycje wysłali też m.in.: Artur Chamski („Cokolwiek niesie los”), Hubert Bisto („Thinking of You”) i Edyta Strzycka („Teraz bez Ciebie”)

### Dzikie karty
Po ogłoszeniu czterech finalistów konkursu, TVP zdecydowała się na przyznanie tzw. „dzikich kart”, które umożliwiały udział w krajowych eliminacjach eurowizyjnych. Stacja umożliwiła ponowne zgłaszanie się wykonawców do udziału w konkursie. Ostatecznie do finału zostali dopuszczeni: Ada Fijał, Ika, The Trash, Formuła RC, Alizma oraz ZoSia.

### Kolejność startowa
Kolejność startową podano 30 stycznia 2011 roku, ustalona ona została podczas losowania, które było transmitowane przez TVP. 12 lutego, czyli na dwa dni przed rozegraniem koncertu finałowego, podano numery, pod które można było głosować na swoich faworytów.

### Prowadzący
Na początku lutego TVP ogłosiła, że polskie eliminacje eurowizyjne poprowadzą wspólnie Odeta Moro-Figurska i Krzysztof „K.A.S.A.” Kasowski.

### Kontrowersje

#### Dyskwalifikacja zespołu z udziału
W połowie stycznia TVP ogłosiła dyskwalifikację jednego z uczestników z udziału w finale krajowych eliminacji eurowizyjnych – zespołu The Positive. Jak tłumaczyła stacja, konkursowa propozycja grupy „Control” złamała jeden z punktów regulaminu mówiący o tym, że piosenka nie może być publicznie prezentowana przed 1 września 2010 roku. W listopadzie 2009 roku w sieci umieszczono amatorskie nagranie z wykonania piosenki podczas koncertu.

#### Podejrzenia o plagiat
Po opublikowaniu listy uczestników krajowych eliminacji eurowizyjnych, w sieci pojawiły się informacje, jakoby propozycja „Things Go Better with Rock” zespołu The Trash był plagiatem piosenki „Turn Up the Radio” grupy Autograph z 1984 roku. Muzycy polskiej formacji zdementowali doniesienia, publikując specjalnie oświadczenie oraz przedstawiając opinię prawną przygotowaną przez jedną z kancelarii.

## Wyniki

### Uczestnicy

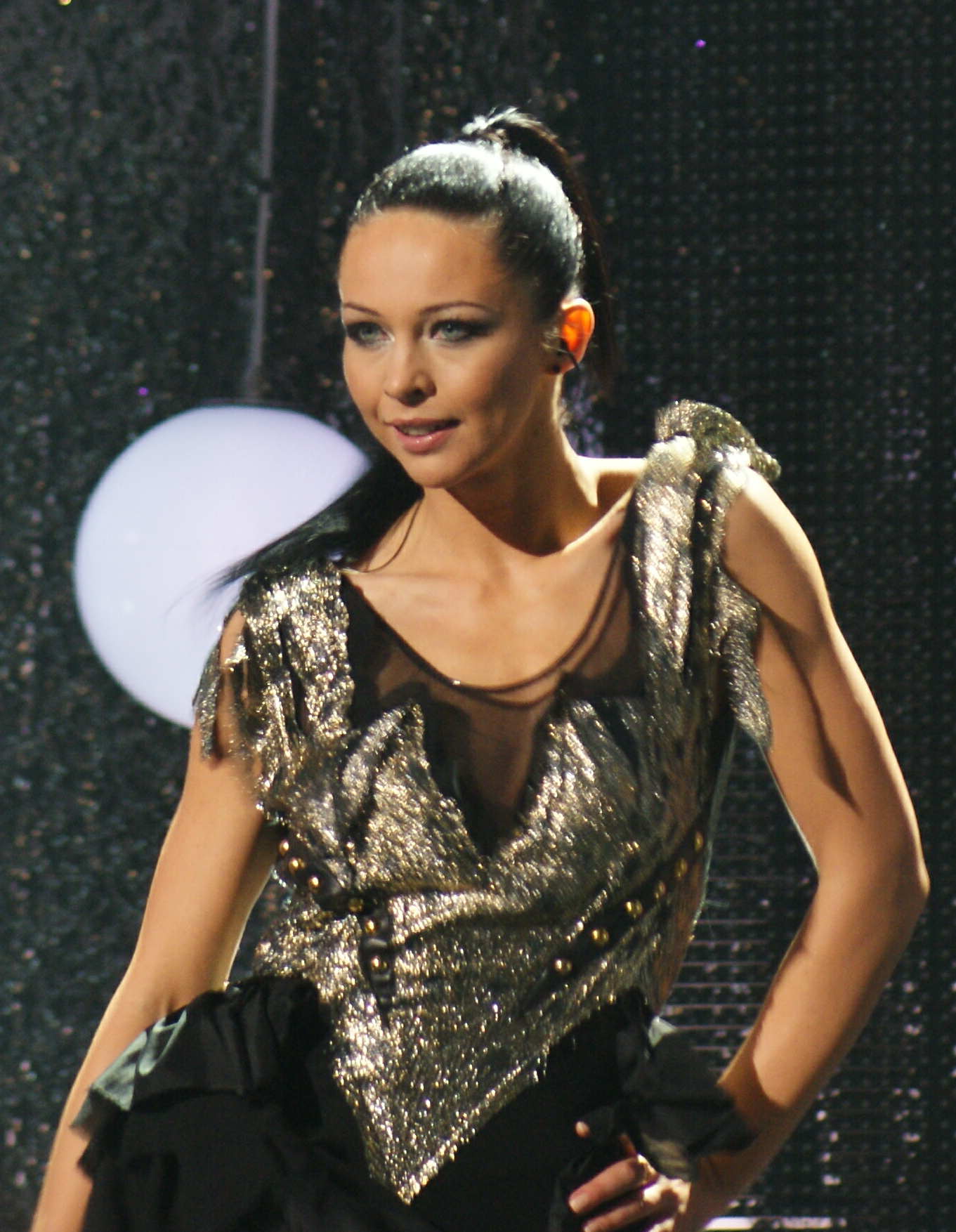
Magdalena Tul – zwyciężczyni koncertu Krajowe Eliminacje do Konkursu Piosenki Eurowizji 2011

Zwycięzcę preselekcji wybrali telewidzowie telewidzów, którzy głosowali za pomocą SMS-ów. Głosowanie rozpoczęło się wraz z rozpoczęciem się pierwszego występu konkursowego.
| L.p. | Wykonawca     | Piosenka                       | Język     | Liczba głosów | Wynik  | Miejsce |
| ---- | ------------- | ------------------------------ | --------- | ------------- | ------ | ------- |
| 1    | Magdalena Tul | „Jestem”                       | polski    | 59 984        | 44,47% | 1       |
| 2    | SheMoans      | „Supergirl”                    | angielski | 4 802         | 3,56%  | 5       |
| 3    | Ada Fijał     | „Hot Like Fire”                | angielski | 4 451         | 3,30%  | 6       |
| 4    | Alizma        | „Bow to the Bow”               | angielski | 17 212        | 12,76% | 3       |
| 5    | Ika           | „Say”                          | angielski | 2 374         | 1,76%  | 10      |
| 6    | Roan          | „Maybe”                        | angielski | 2 968         | 2,20%  | 8       |
| 7    | Anna Gogola   | „Ktoś taki jak Ty”             | polski    | 30 444        | 22,57% | 2       |
| 8    | The Trash     | „Things Go Better with Rock”   | angielski | 6 013         | 4,458% | 4       |
| 9    | ZoSia         | „Scream Out Louder”            | angielski | 3 939         | 2,92%  | 7       |
| 10   | Formuła RC    | „Ja i ty (gdy zgasną światła)” | polski    | 2 549         | 1,89%  | 9       |

Zwycięska piosenka zebrała łącznie 59 984 SMS-y od telewidzów.

## Faworyt OGAE Polska
Członkowie Stowarzyszenia Miłośników Konkursu Piosenki Eurowizji OGAE Polska tuż przed koncertem finałowym wytypowali swoich faworytów. Poniżej zaprezentowany został ogólny ranking członków stowarzyszenia, dotyczący wszystkich finalistów eliminacji:
1. Magdalena Tul – „Jestem” – 597 punktów
2. SheMoans – „Supergirl” – 417 punktów
3. ZoSia – „Scream Out Louder” – 371 punktów
4. Ada Fijał – „Hot Life Fire” – 353 punkty
5. Ika – „Say” – 322 punkty
6. Anna Gogola – „Ktoś taki jak Ty” – 301 punktów
7. Alizma – „Bow to the Bow” – 265 punktów
8. The Trash – „Things Go Better with Rock” – 241 punktów
9. Roan – „Maybe” – 181 punktów
10. Formuła RC – „Ja, i ty i ty i ja” – 181 punktów

Podczas ceremonii zakończenia polskich preselekcji członkowie OGAE Polska uhonorowali zwycięzcę pamiątkowym dyplomem.